# Vira bruk

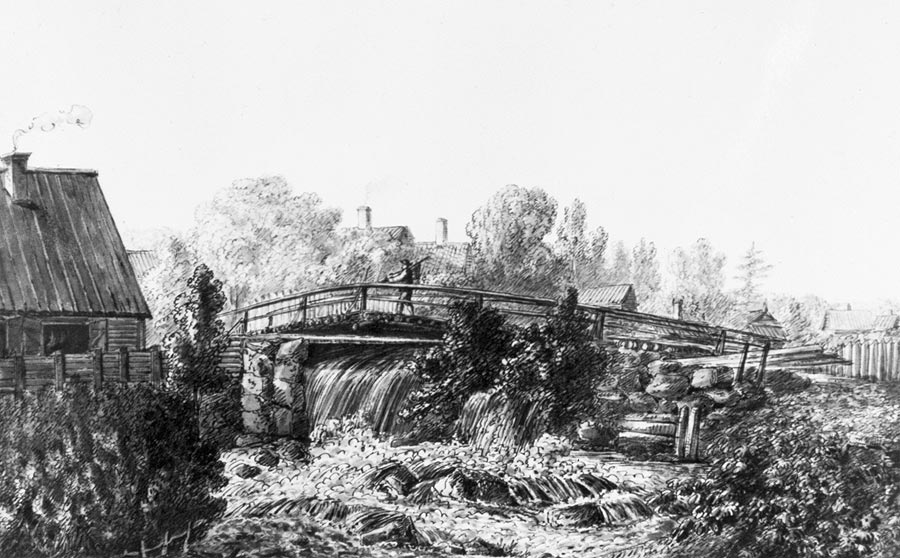
Dammbron vid Wira bruk. Målning av Axel Fredrik Cederholm 1814.

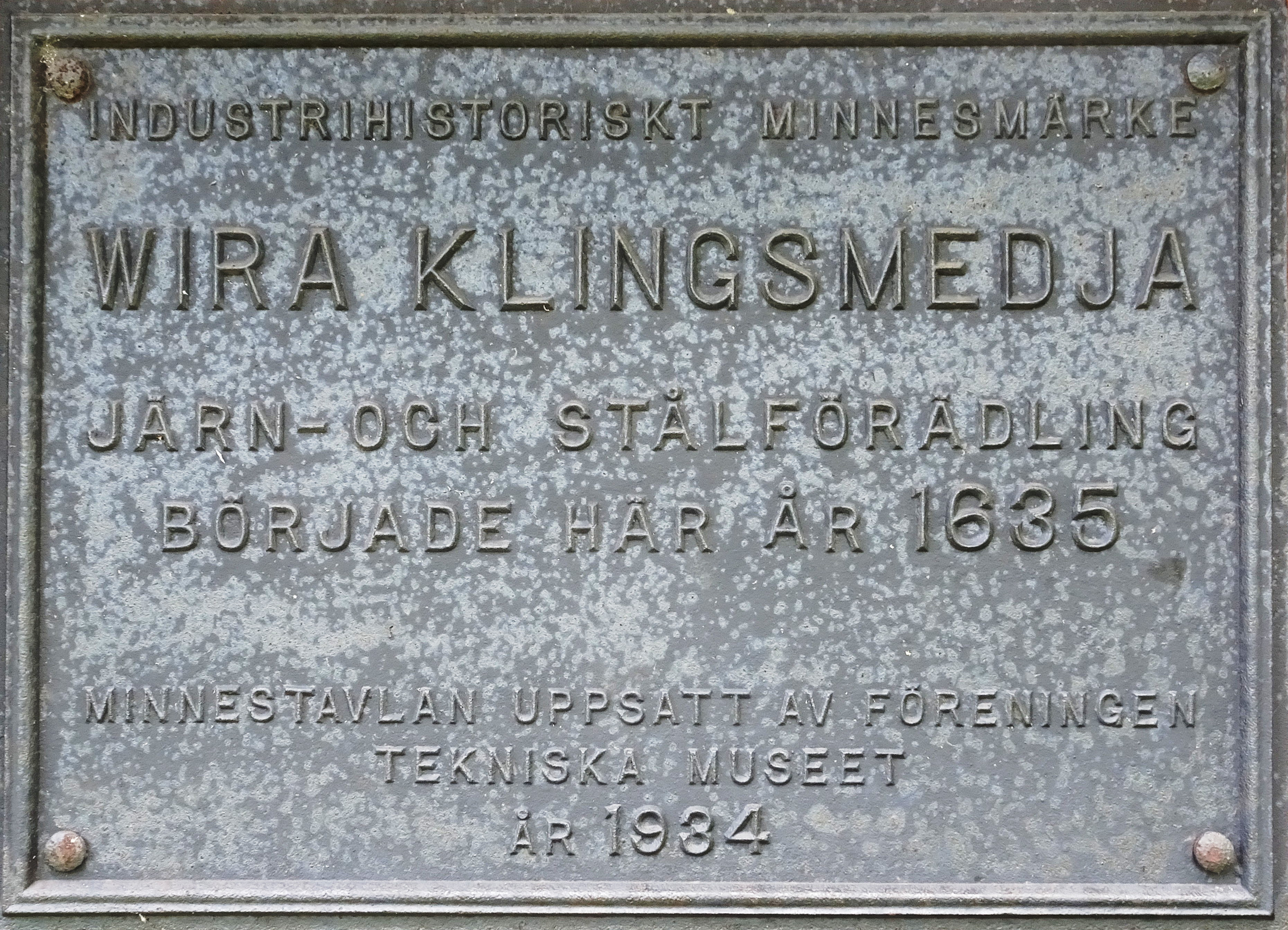
Minnestavla från 1934.

Vira bruk, även Wira bruk,  är ett före detta järnbruk i Roslags-Kulla socken i Österåkers kommun i Uppland, som har kulturskyddsvärden och fungerar som ett friluftsmuseum. Stora smedjan och Lilla smedjan vid Vira bruk är lagskyddade byggnadsminnen sedan september 2002. Vira bruk omfattas av småorten med samma namn.
Det anlades omkring år 1630, år 1635 enligt en minnestavla på Stora smedjan, av amiralen Claes Fleming vid Viraån på dennes gods Mälbys ägor i nuvarande Roslags-Kulla socken. På bruket smiddes på basis av ett kungligt privilegium mellan åren 1635 och 1775, större delen av den svenska arméns värjor och andra hugg- och stickvapen och leveranserna till armé fortsatte i sjunkade skala fram till mitten av 1800-talet. Råvaran i form av stångjärn kom ursprungligen från Dannemora gruva som hade högkvalitativ järnmalm.

## Historia

### Bakgrund
Sverige befann sig oavbrutet i krig, omväxlande mot Danmark, Ryssland och Polen, under 1600-talets första decennier.
Industrin för tillverkning av vapen var outvecklad och behovet av värjor och bajonetter fick ombesörjas genom dyr import. På 1620-talet gav kung Gustav II Adolf i uppdrag åt Claes Fleming (1592–1644) att anlägga en vapensmedja, där vapen skulle tillverkas. Fleming hade ålagts av Gustav II Adolf att "besörja klingsmidets införande i Riket". Till detta ändamål värvade han smeder från "knivstaden" Solingen i Tyskland till bruket. Claes Fleming var amiral och riksråd. Han var Stockholms förste överståthållare och han var en drivande kraft i regleringen av huvudstadens malmar. Under sin ämbetstid bedrev Fleming ett omfattande arbete med reglering av stadens gatunät och med rationalisering av stadsförvaltningen. Fleminggatan på Kungsholmen i Stockholm fick sitt namn 1885 efter amiralen Claes Fleming.

### Första smedjan vid Viraån
Claes Fleming var ägare till egendomen Mälby säteri (Mälby herrgård) i Roslagen. Det fanns förutsättningar för en krigsindustri här tack vare att det fanns god tillgång på vattenkraft och det var nära till kusten och även relativt nära till Stora rustkammaren i Stockholm dit man skulle leverera vapnen.
På denna mark uppförde Claes Fleming den första smedjan, och vapentillverkning kom igång omkring 1630. Vattenflödet i Viraån gav sedan under 300 år kraft åt hammare och blåsbälgar i smedjorna. Viraån förbinder sjön Viren med Losjön, som är drygt 12 meter lägre. Vid norra stranden alldeles nedanför Övre fallet syns grunderna av smedjan.
Från staden Solingen, som var ett centrum för tillverkning av knivar, smugglade man in smeder. Solingen, som ligger i Nordrhein-Westfalen i Tyskland i närheten av Düsseldorf, var känt för sin tillverkning av högkvalitativa svärd, knivar, saxar och rakhyvlar. Fem år senare, år 1635 fick bruket sitt första privilegiebrev och ytterligare två år senare levererades de första kända vapnen från Vira bruk, det var 900 manskapsvärjor. Produktionen kom igång på allvar när den tyske smeden Caspar Kohl (död 1653) tog hand om ledningen. Caspar Kohl, som var klingsmed och ståletsare, var verksam i Sverige i mitten av 1600-talet. Han tillhörde den kända klingsmedssläkten från Solingen i Tyskland. Han hade inkallats till Sverige 1623 för att arbeta vid faktoriet i Norrtälje, därefter blev han ledare för det nyanlagda Vira bruk i Roslagen. Under år 1641 levererades 3 813 soldatvärjor och 645 ryttarvärjor. Några år senare tilldelades Vira bruk ensamrätt på beställningar av hugg- och stickvapen. Mot slutet av 1600-talet levererade man 4 490 soldatvärjor per år. Produktionen gick på högvarv under det stora nordiska kriget i början av 1700-talet, då man under enstaka år levererade 12 000 värjor. Under dessa krigsår kunde även andra bruk leverera till kronan.
Även andra bruk kunde under dessa krigsår leverera till kronan. Vid mitten av 1700-talet fanns åtta stycken smedjor och arbetet på Vira bruk och i de många smedjorna vari hög grad specialiserat. Vid Vira bruk fanns klingsmeder, svärdfejare, svetsare, bajonettslipare, fästessmeder, gjutare,  tråddragare med flera. Klingsmederna utförde det svåra arbetet att utsmida själva klingan. Klingorna tillverkades av stångjärn och stål, gjort på järnmalm från gruvorna i Dannemora och som transportades till Vira Bruk från Järnvågen i Stockholm. Därefter genomgick klingorna noggranna prov, från 1680-talet vid Stora rustkammaren. De dåliga klingorna kasserades och de godkända återsändes till bruket för montering.
Caspar Kohls son David Casparsson Kohl (1628–1685) var ståletsare och vapensmed och han var delägare och ledare för Vira bruk. År 1669 blev han rustmästare vid Stockholms rustkammare på Stockholms slott och 1670 blev han inspektor för vapenfaktorierna. Under Gustav Vasas tid fanns det på Stockholms slott en rustkammare som innehöll utrustning för kungens uppvaktning och drabanter. Däremot förvarades kungens egna rustningar och vapen i Klädkammaren från 1540-talet och till kungens död. På 1560-talet tillkom en särskild kunglig rustkammare som förestods av en "vapendragare". Den var förlagd till Lilla rustkammaren, medan Stora rustkammaren inrymde kronans vapenförråd. De båda rustkamrarna sammanslogs vid 1600-talets slut till Livrustkammaren. David Casparsson Kohl räknas som Sveriges skickligaste mästare på vapenområdet, särskilt som ståletsare. Flera arbeten av honom finns ännu i behåll. Som rustmästare inlade han stor förtjänst som räddare av de historiska samlingarna ur tidigare vanvård. Livrustkammaren fick så småningom en museal del, där man förvarade vapen och rustningar som inte längre var i bruk. Som museum kan det räknas från 1628, då Gustav II Adolf beslöt att två dräkter som han burit i Slaget vid Dirschau i Polen under det polska fälttåget året innan skulle förvaras där för alltid.

### Brukets utveckling
Bruket som hade grundats på 1630-talet som landets första klingsmedja hade tidvis ensamrätt att tillverka värjor åt kronan. Under frihetstiden och sedan privilegierna upphört förde den fredliga perioden i landet med sig en successiv övergång på Vira bruk till ett fredligare smide av liar, sågblad och yxor och andra bruksartiklar. Bruket kunde snart räkna sig till ett av de främsta liebruken i landet. Brukets monopol på klingsmide för kronan upphörde 1775 på grund av sjunkande kvalitet. Tillverkningen av klingor fortsatte dock en bit in på 1800-talet. Produktionen av yxor blev under 1800-talets senare del mest betydelsefull sedan liens roll i jordbruket hade minskat. De sex kvarvarande smedmästarna bildade år 1894 Vira smidesförening. Dessa smedmästare förband sig att leverera sina varor bara till Julius Slöörs redskapshandel i Stockholm. Omkring 8 000 yxor tillverkades om året runt 1900-talets början.

### Tingshuset

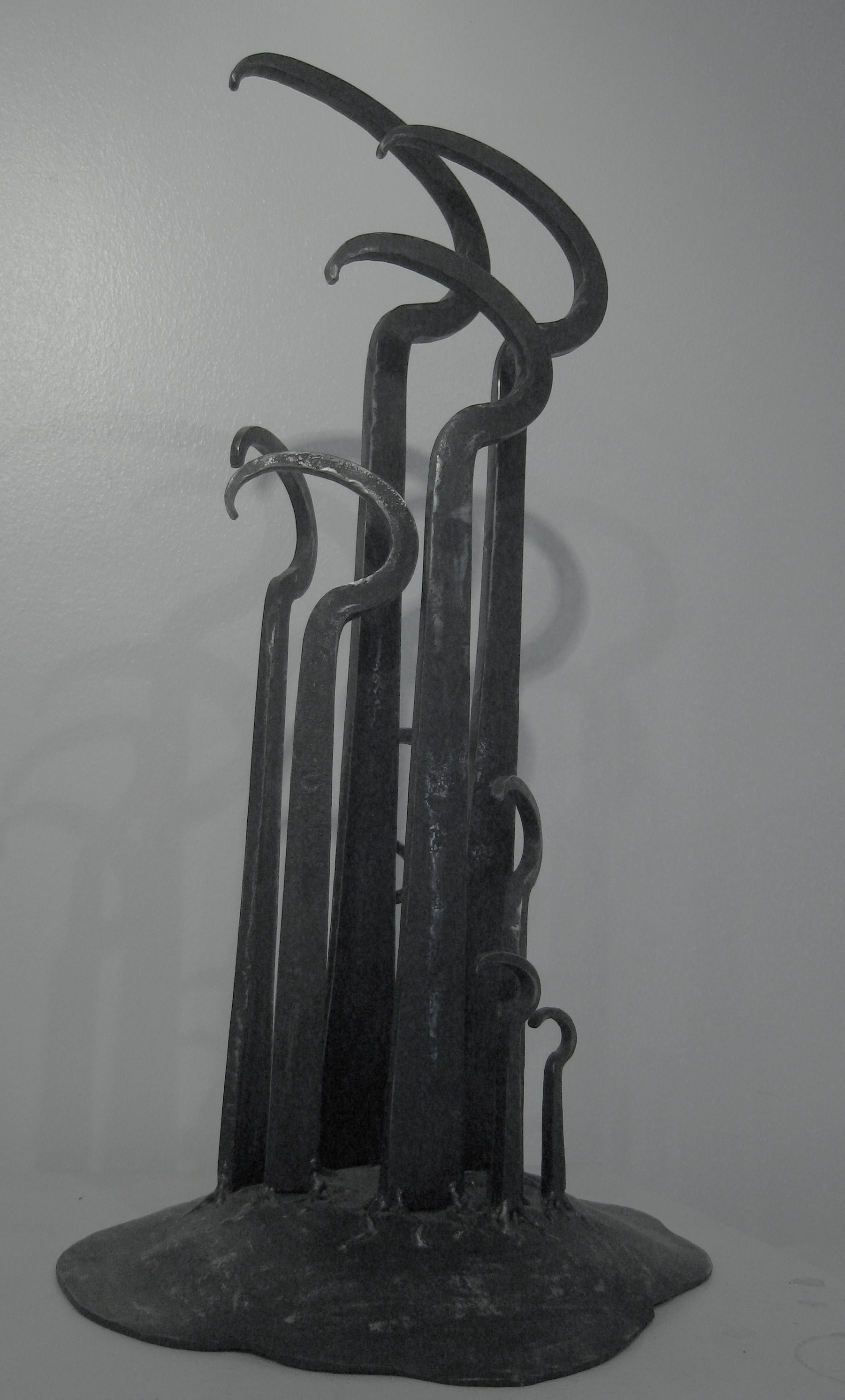
Konstsmide från Vira bruk.

Tingshuset från omkring 1750 är en av Vira bruks äldsta byggnader. Förr ringde klockan på taket till arbete och till vila för smederna. Åkers skeppslag höll ting i huset åren 1798-1906. Det har använts som plats för vintertinget i Åkers skeppslag och senare för Mellersta Roslags domsaga fram till början av 1900-talet. 1907 flyttade tingsstället i stället till Haga tingshus. Utmed Viraån fanns det betydligt fler byggnader än vad som finns kvar idag, det fanns verkstäder, bostäder och krog. På norra stranden mitt emot Tingshuset ligger de överväxta resterna av krogen "Sjunkundan".  En bit utanför bruksområdet stod ett litet rannsakningsfängelse. Strax väster om Tingshuset ligger kaffestugan, som tidigare var tvättstuga och strax söder om Tingshuset ligger Inspektorsbostaden.

### Inspektorsbostaden
Inspektorsbostaden byggdes 1793 och där bodde arbetsledarna på bruket. Här säljer man idag konstsmidesprodukter från Nya smedjan, som ligger vid Nedre fallet. 

### Stora smedjan
På 1790-talet fick Stora smedjan ersätta en äldre liknande smedja. Stora smedjan bevarar en arbetsmiljö som sett likadan ut i hundratals år. Släkten Fleming ägde Vira bruk till 1757 då det såldes till Reinhold Angerstein, som då var assessor i Bergskollegium och vars släkt ägde Vikmanshyttan och Turbo. Denne hade planer för utbyggnad som inte blev förverkligade före hans död 1760. Därefter övertogs bruket av Angersteins svåger, ärkebiskopen Samuel Troilius. Efter dennes död 1764 såldes bruket till Eva Maria von Schantz, vars son C.R. von Schantz fungerade som driftsledare. Vira bruk köptes 1783 av kommerserådet Simon Bernhard Hebbe som år 1800 sammanförde Vira med Östanå slott till ett fideikommiss, vilket genom arv övergick till släkterna Fredenheim och Boström. 
Privilegierna drogs in 1775, varefter bruket utsattes för konkurrens av smeder i Fristaden i Eskilstuna. Vapensmidet fortsatte ännu långt in på 1800-talet. Bruksdriften övergick i slutet av 1800-talet i ett slags kooperativ mellan mästersmederna vilka betalade en årlig hyra för plats vid härd och städ. Tillverkningen bestod av liar, yxor, slaktbilor, isbillar med mera. Konsten att smida en värjklinga fortsatte dock att gå i arv till den siste virasmeden John Dahlgren.
Ännu på 1920-talet smidde man efter samma metoder som på 1600-talet. Idag verkar smedjan ha sjunkit ner i marken, eftersom slänten ovanför under årens lopp fyllts med avfall. Innanför ingången står två stycken kniphamrar, där grovsmidet utfördes. Hamrarna drevs av stora vattenhjul. Framför härdarna utfördes det finare smidet manuellt vid städ. Även den stora blåsbälgen drevs av vattenkraften, den förde in syre i den så kallade storhärden. En av härdarna har rasat, de var tidigare tolv stycken. Vid varje härd arbetade en mästare med gesäll, lärling och kolpojke. I smedjan arbetade som mest ett 40-tal personer. Den Stora smedjan upphörde på 1920-talet. För filmen Gösta Berlings saga spelade Mauritz Stiller in några scener 1923 och "Gösta Berlings grav" står kvar sedan dess. Filmen var en svensk dramafilm från 1924. Bruket var vid liv fram till 1948.
I smedjan var arbetsmiljön hård, där växlade temperaturen ständigt mellan värme och kyla och detta gav upphov till reumatism. Det oavbrutna slamret gav upphov till hörselskador och kontrasten mellan ljus och mörker orsakade blindhet.

### Lilla smedjan
Bruket fortsatte med civil produktion av bland annat liar och yxor. Under 1900-talet minskade produktionen gradvis. Omkring 1926 upphörde produktionen i Stora smedjan, varefter den siste smeden, John Dahlgren (1866–1948), ensam uppehöll en produktion i den Dahlgrenska smedjan fram till sin död 1948. Han var den siste smeden som arbetade i Lilla smedjan. Vägen till Lilla smedjan går bakom Stora smedjan. Smedjan byggdes vid mitten av 1800-talet och enkelheten i den Lilla smedjan vittnar om vilken industriell utveckling som ägt rum sedan den byggdes. Vattenhjulet, hammarverket och rännan till smedjan har återställts i funktionsdugligt skick.

### Åldermansstugan eller Dahlgrensgården, numera bruksmuseum
Åldermansstugan eller Dahlgrensgården är bevarad i närmast ursprungligt skick från 1700-talet. Efter John Dahgrens död fick bruksområdet uppleva några år av förfall. Stiftelsen Wira Bruk bildades 1964 med syftet att rädda den unika bruksmiljön. I mitten av 1960-talet restaurerades bruket och 1970 flyttade konstsmeden Curt Wägerth sin verksamhet hit. Bruksmiljön öppnades för allmänheten. Då öppnade även bruksmuseet och kaffestugan. Museet visar föremål från brukets tid, som vapensmedja, liebruk och yxbruk. Museet är öppet sommartid. Idag är Vira bruk en levande miljö. Butiken är även öppen i samband Wiraspelen, som sedan 1985 blivit en tradition varje sommar i det gamla brukssamhället.
Konstsmide i Wira Bruk idag. 
Tre konstsmeder har sin smedja på Finnbergavägen 5 i Wira bruk. I fd. Inspektorsbostaden vid Bruksgården har de sin butik där alternativ finns till försäljning. Vissa tillfällen under året visas tillverkning i de gamla smedjorna.

## Kortspelet
Det fiinns ett kortspel, kortspelet Vira, som är namngivet efter bruket och enligt traditionen skall kortspelet ha uppfunnits i samband med ett vinterting i tingshuset omkring år 1810. Ett oväder gjorde att rätten snöade inne och inte kunde lämna bruket. Man ägnade sig åt kortspel och ska till slut ha uppfunnit spelet, som fick namn efter platsen.

## Bilder

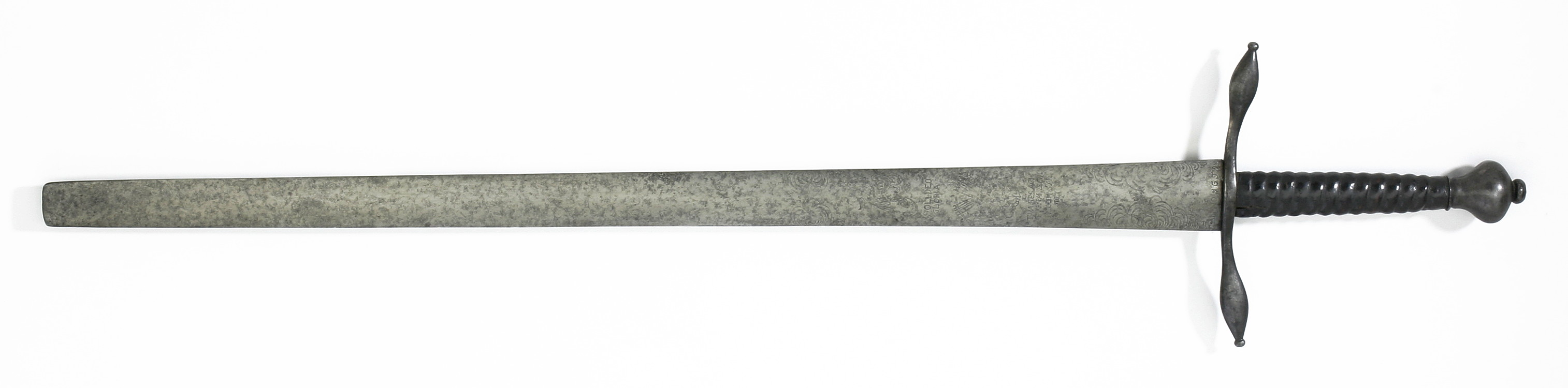
Svärd från Vira Bruk, tillverkad 1659 av klingsmeden Jürgen Ollich, finns i Livrustkammaren

Byggnader
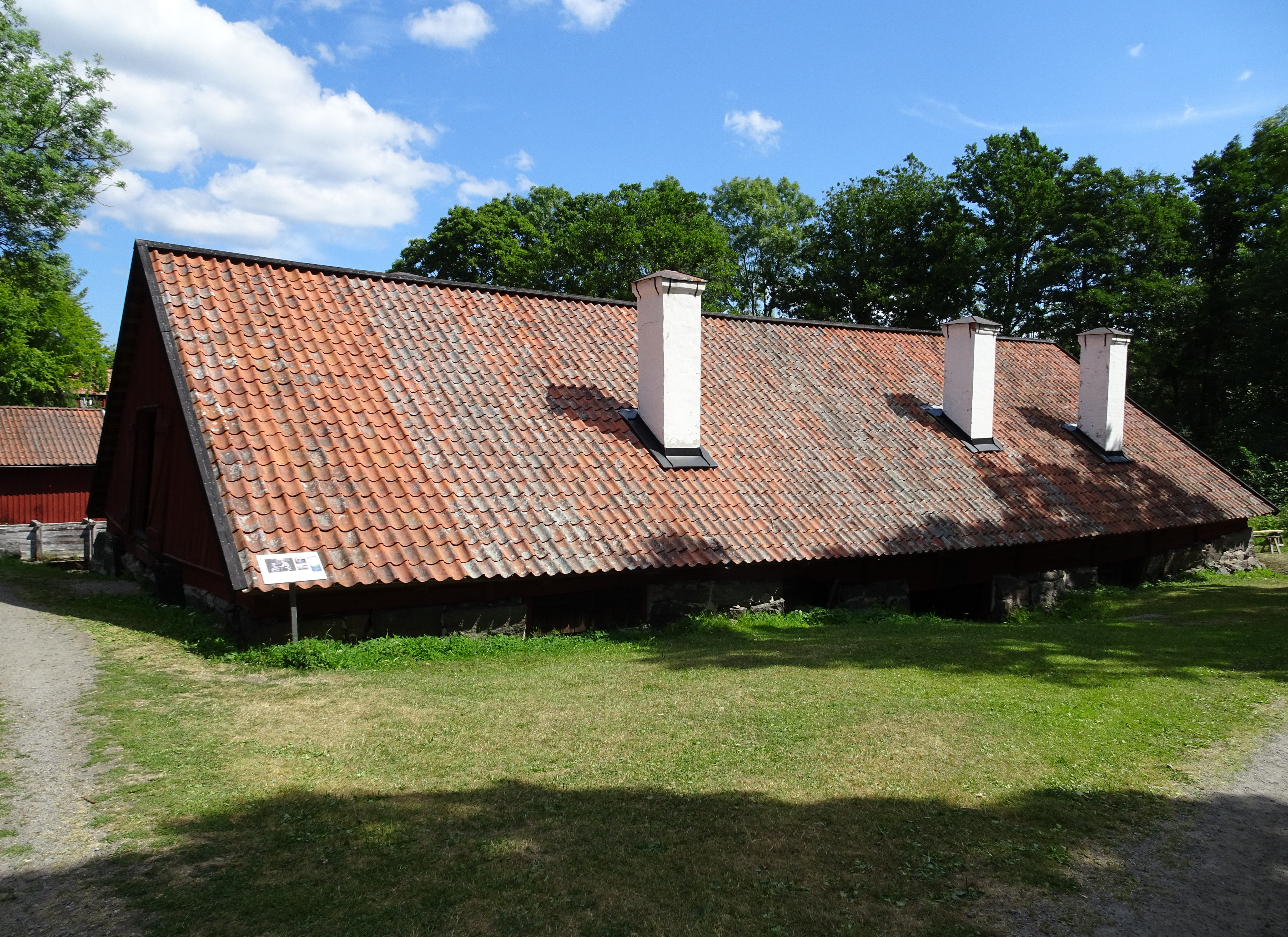
Stora smedjan
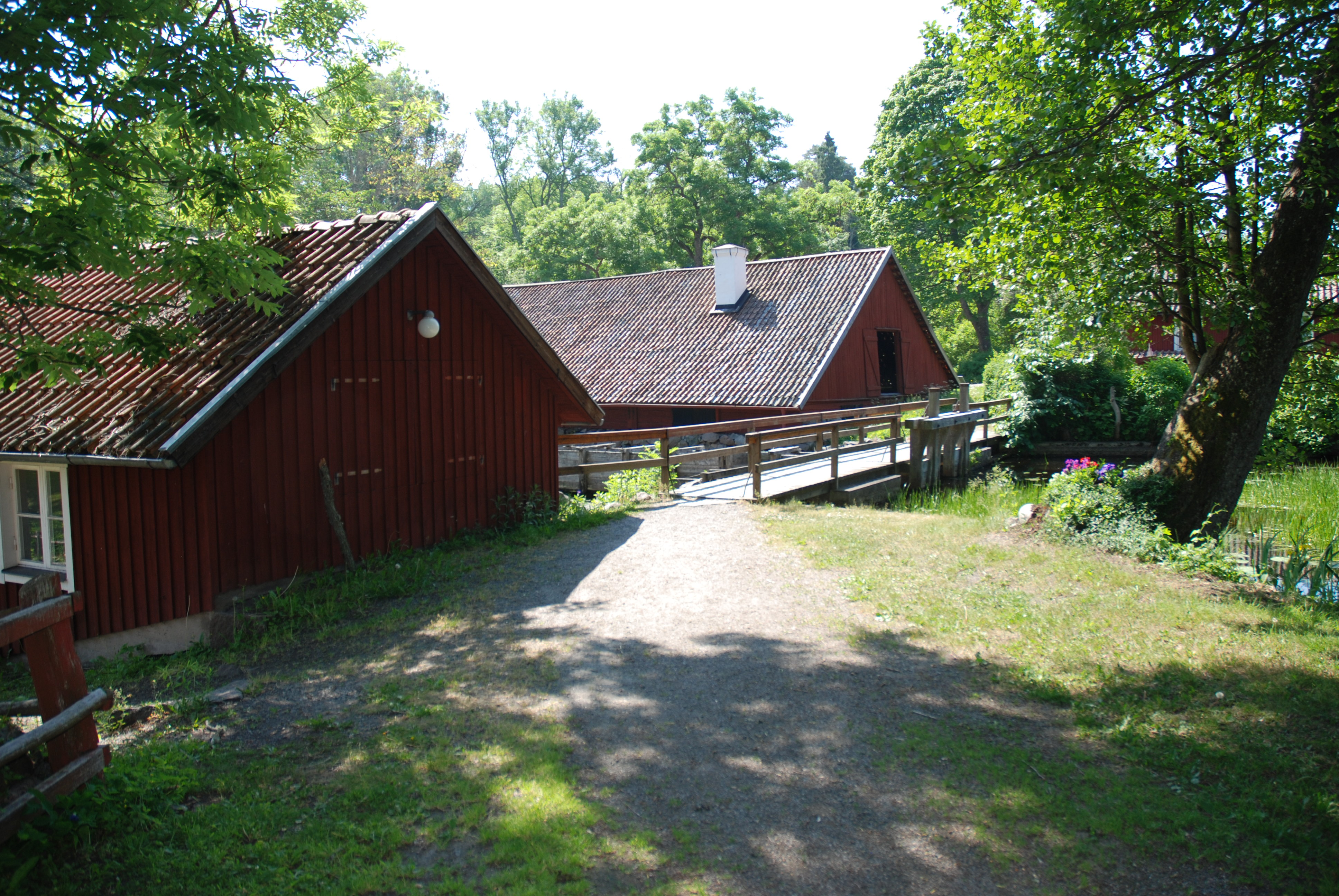
Dahlgrenssmedjan och Stora smedjan vid nedre fallet
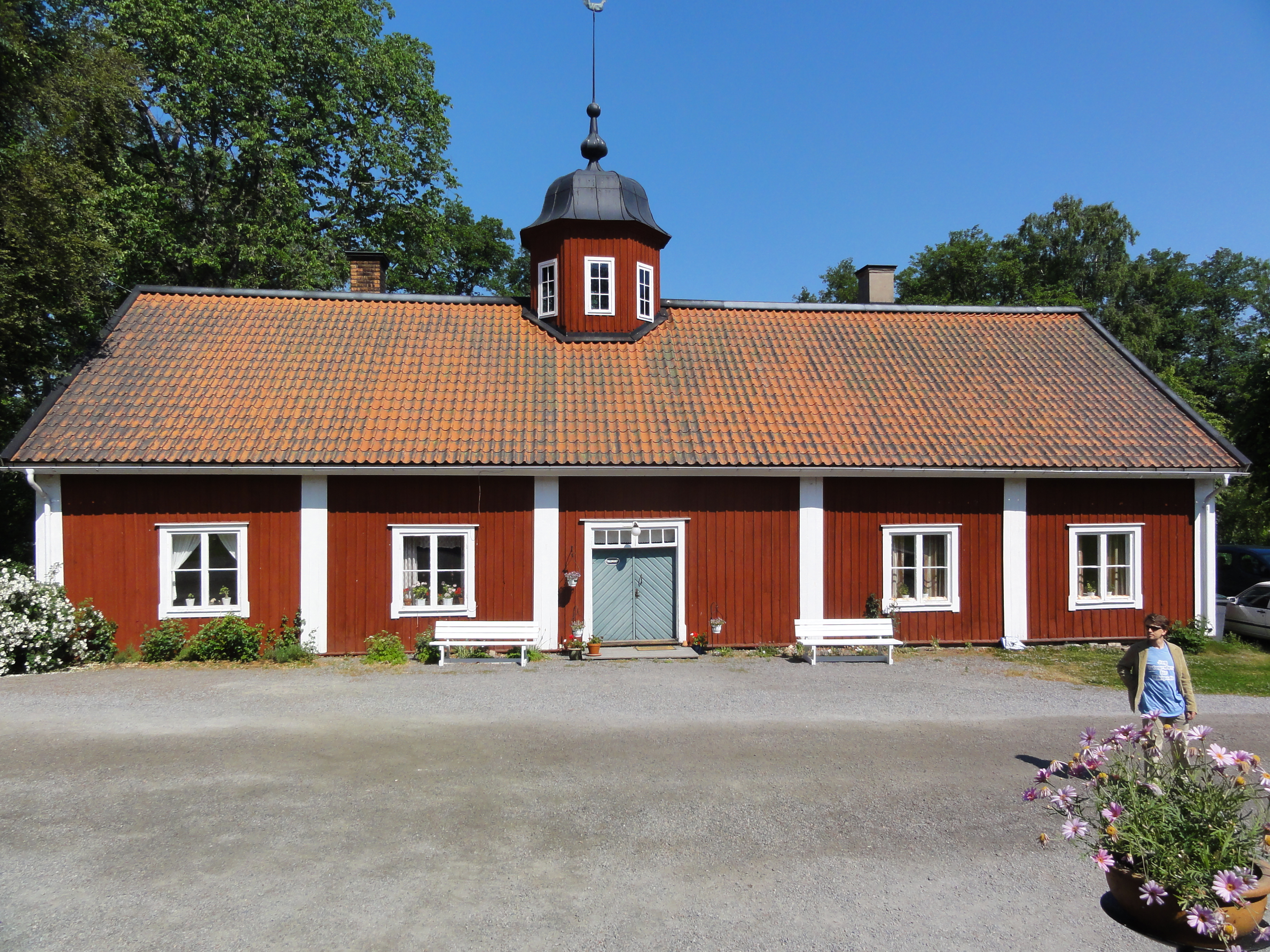
Tingshuset från mitten av 1700-talet
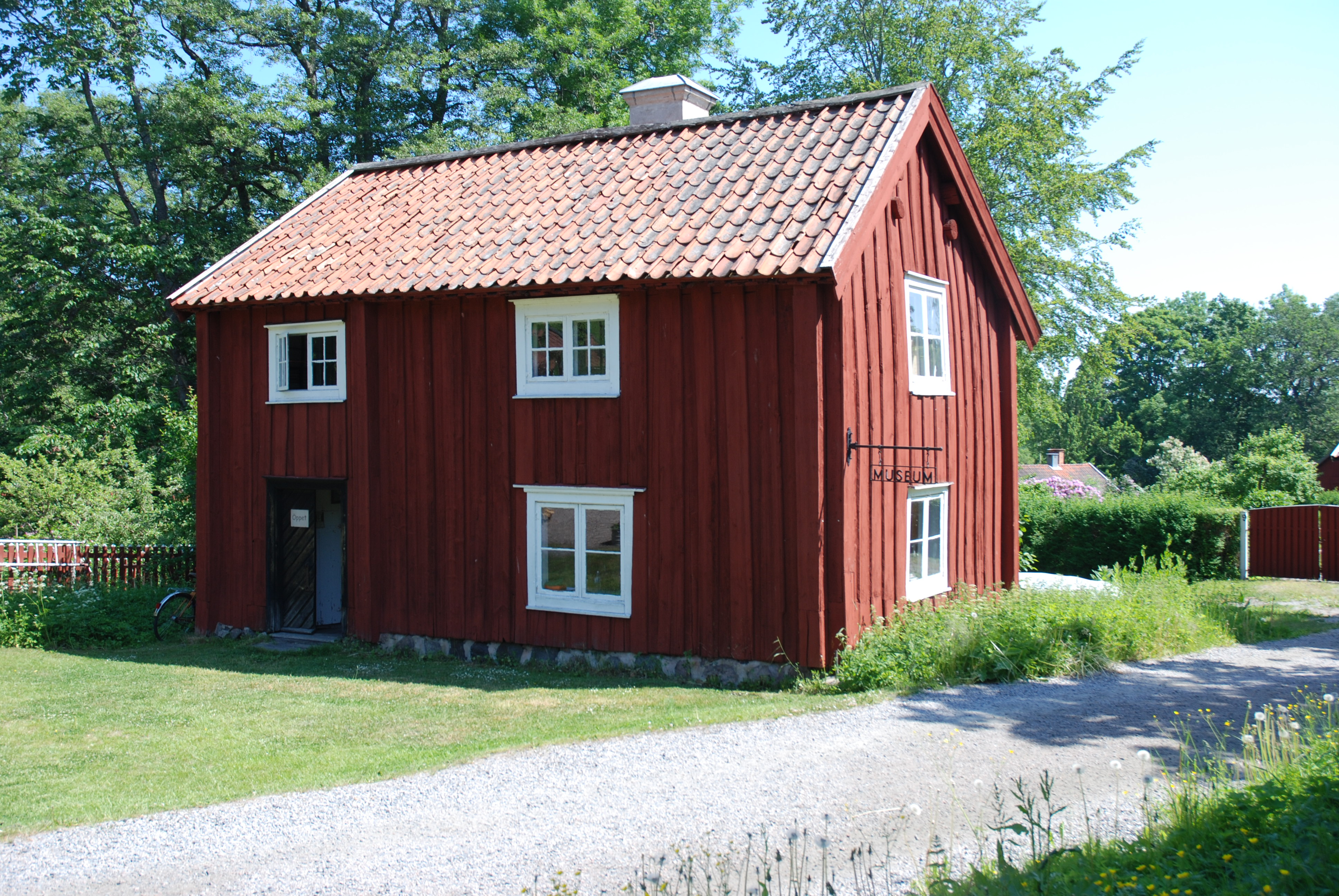
Åldermansstugan, numera Wira museum

Miljön och interiörer
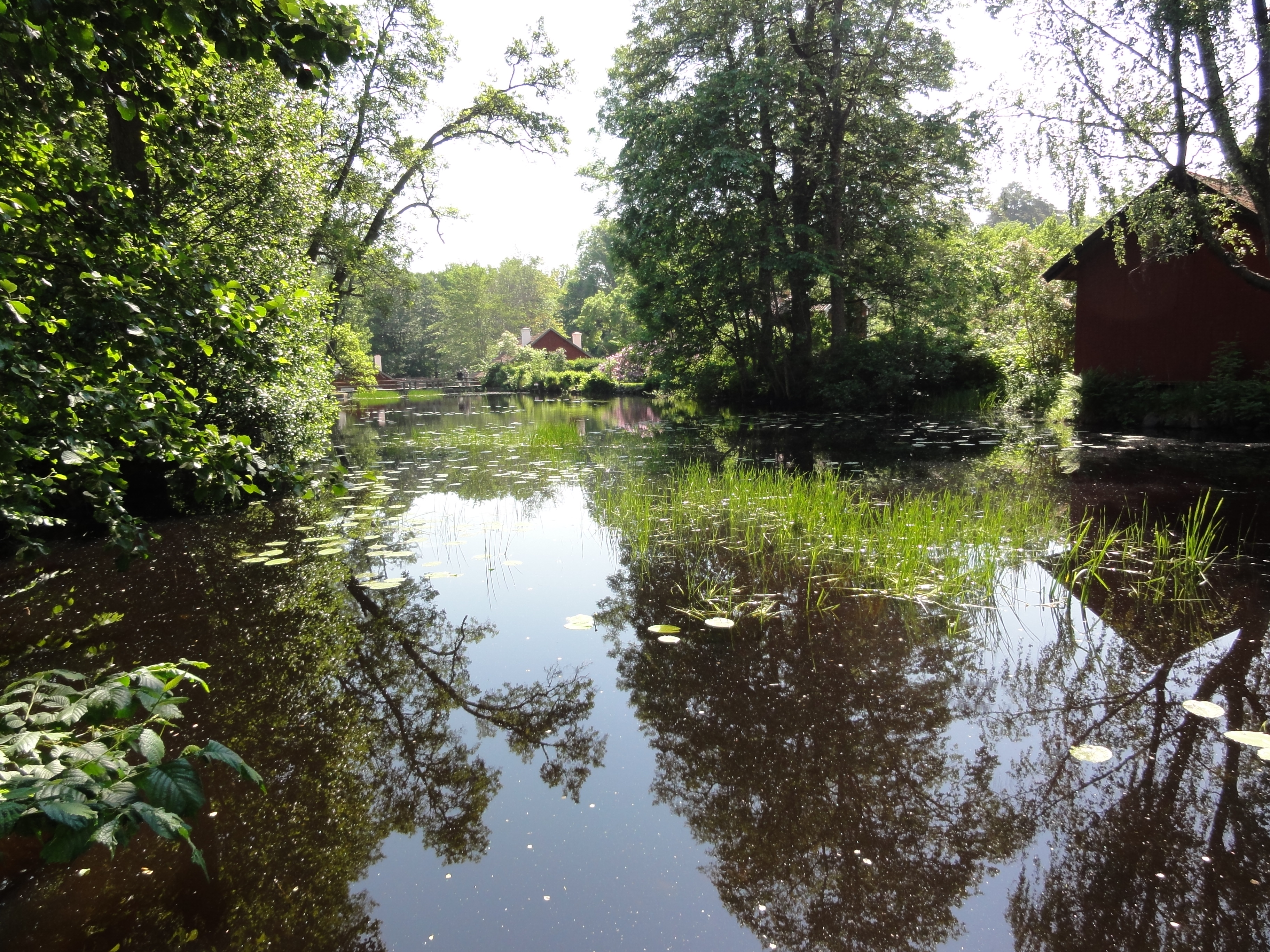
Dammen, med Storsmedjan vid nedre fallet i bakgrund.
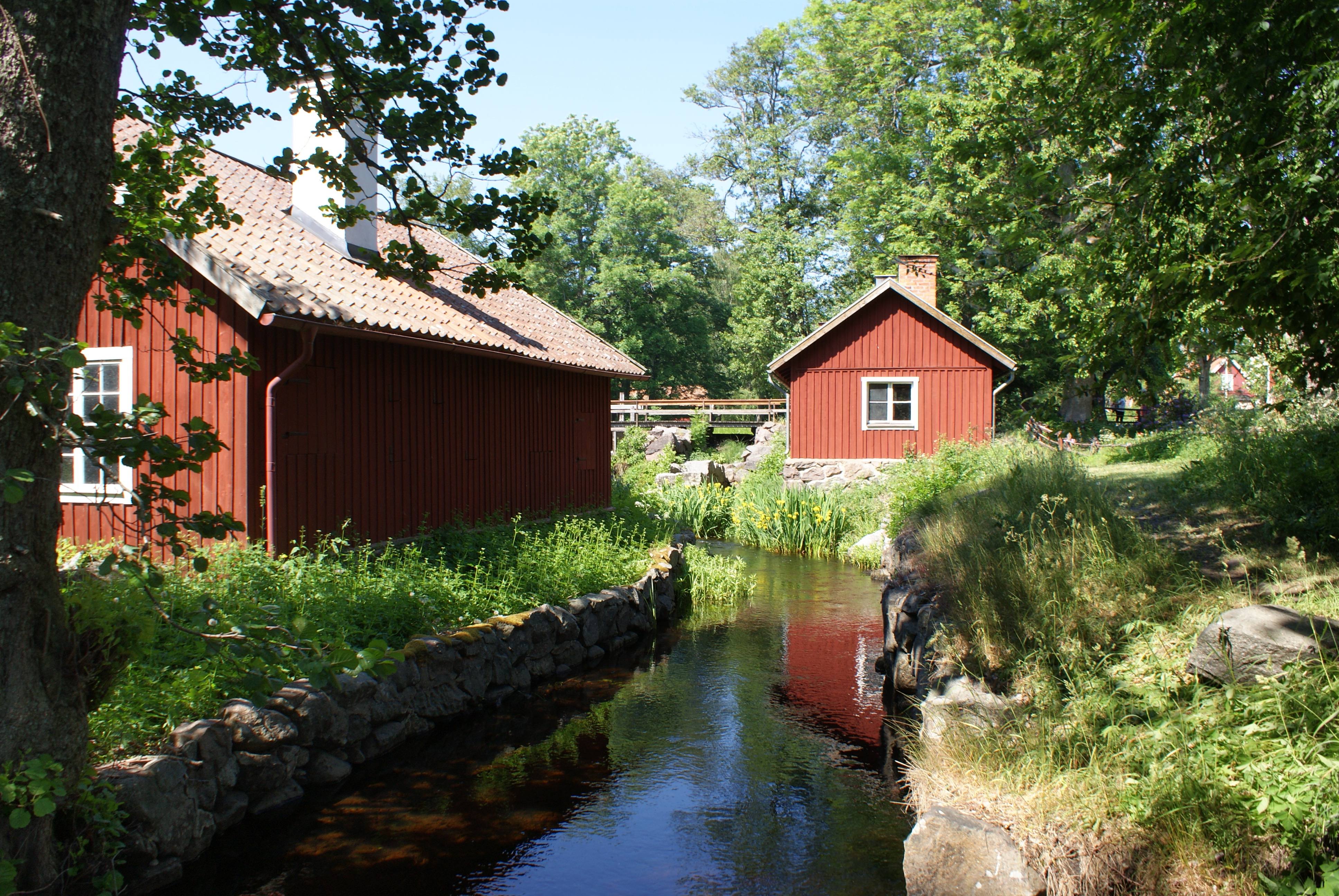
Bäcken
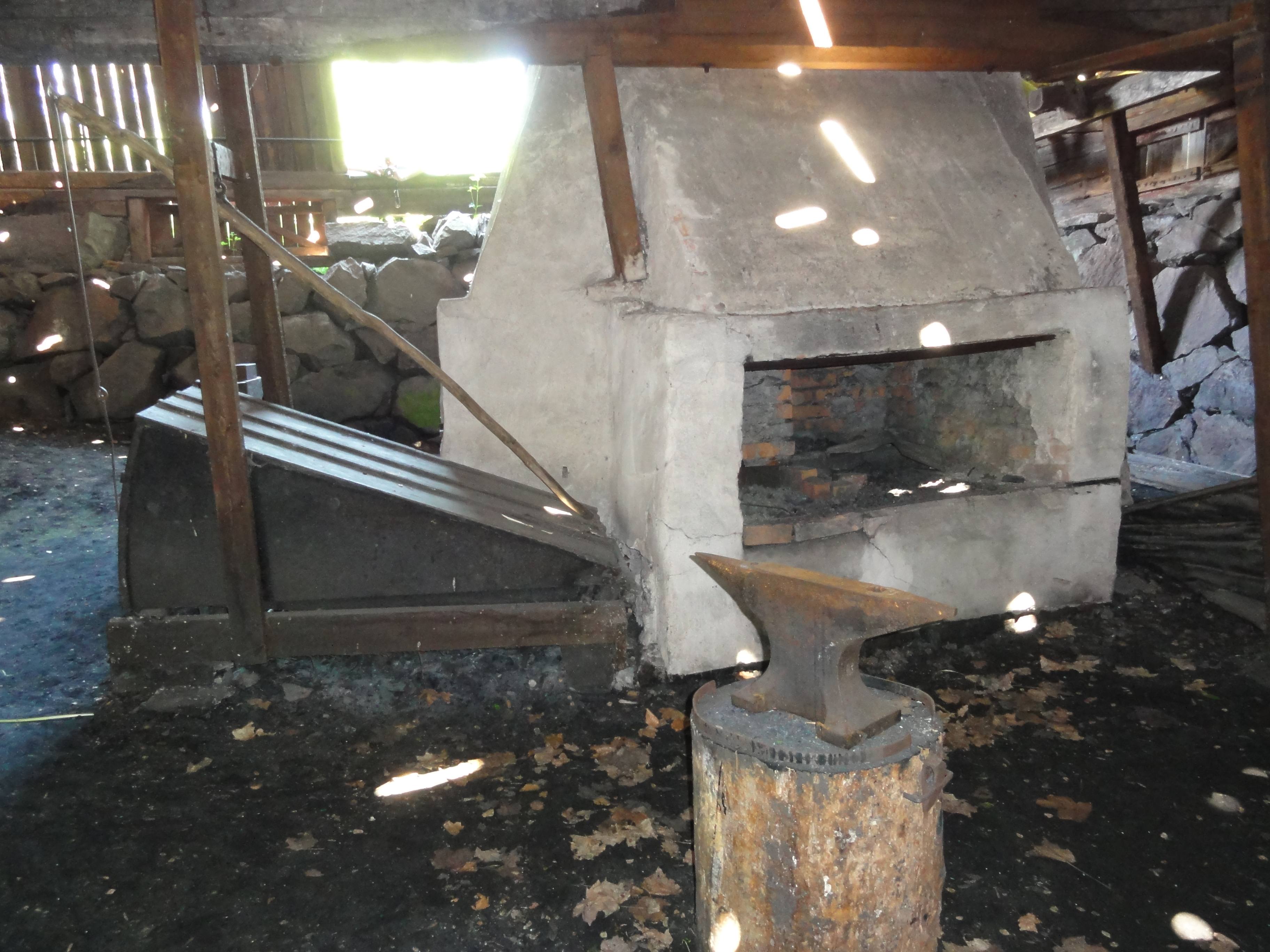
Härd, bälg och städ
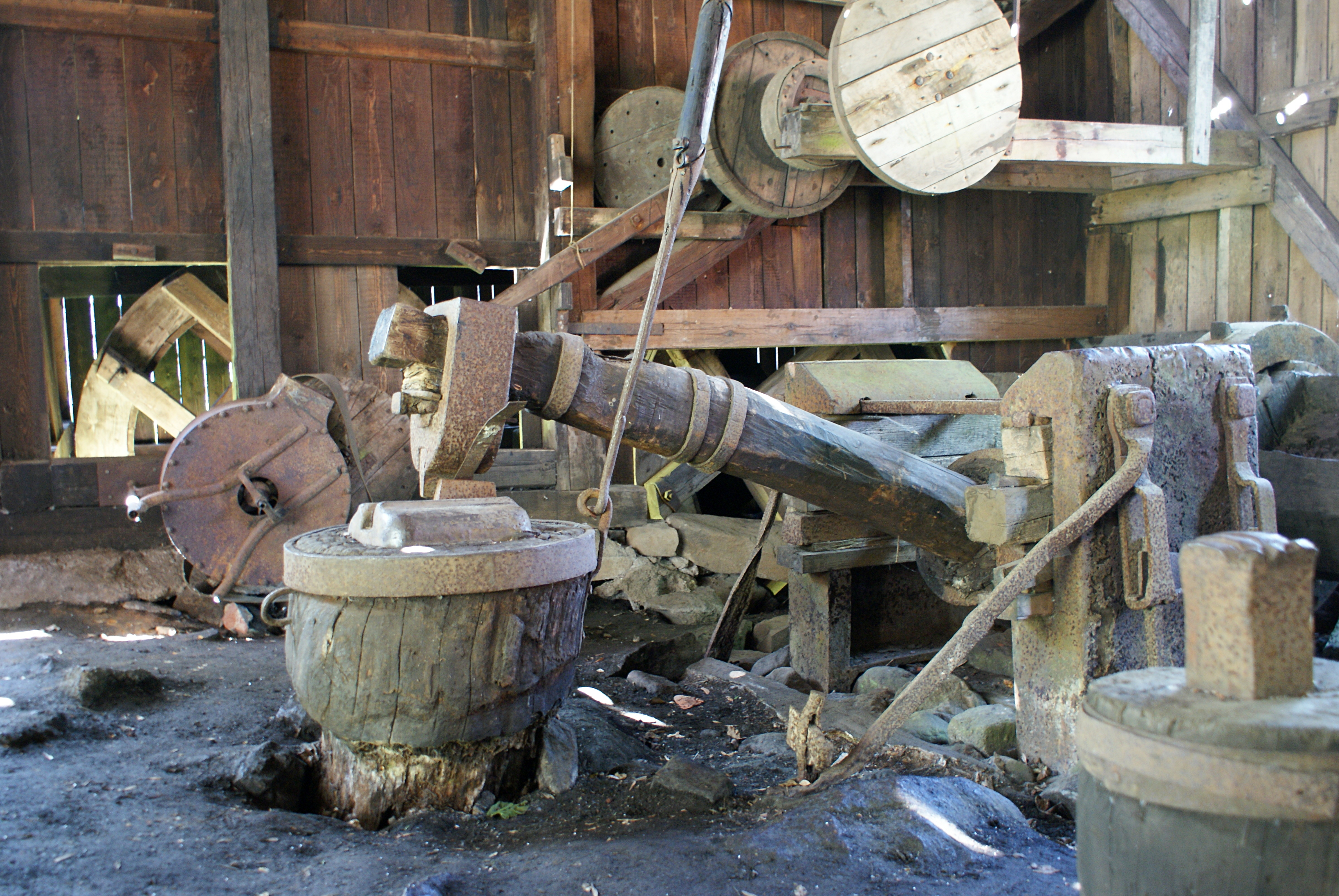
Knipphammare

Produkter
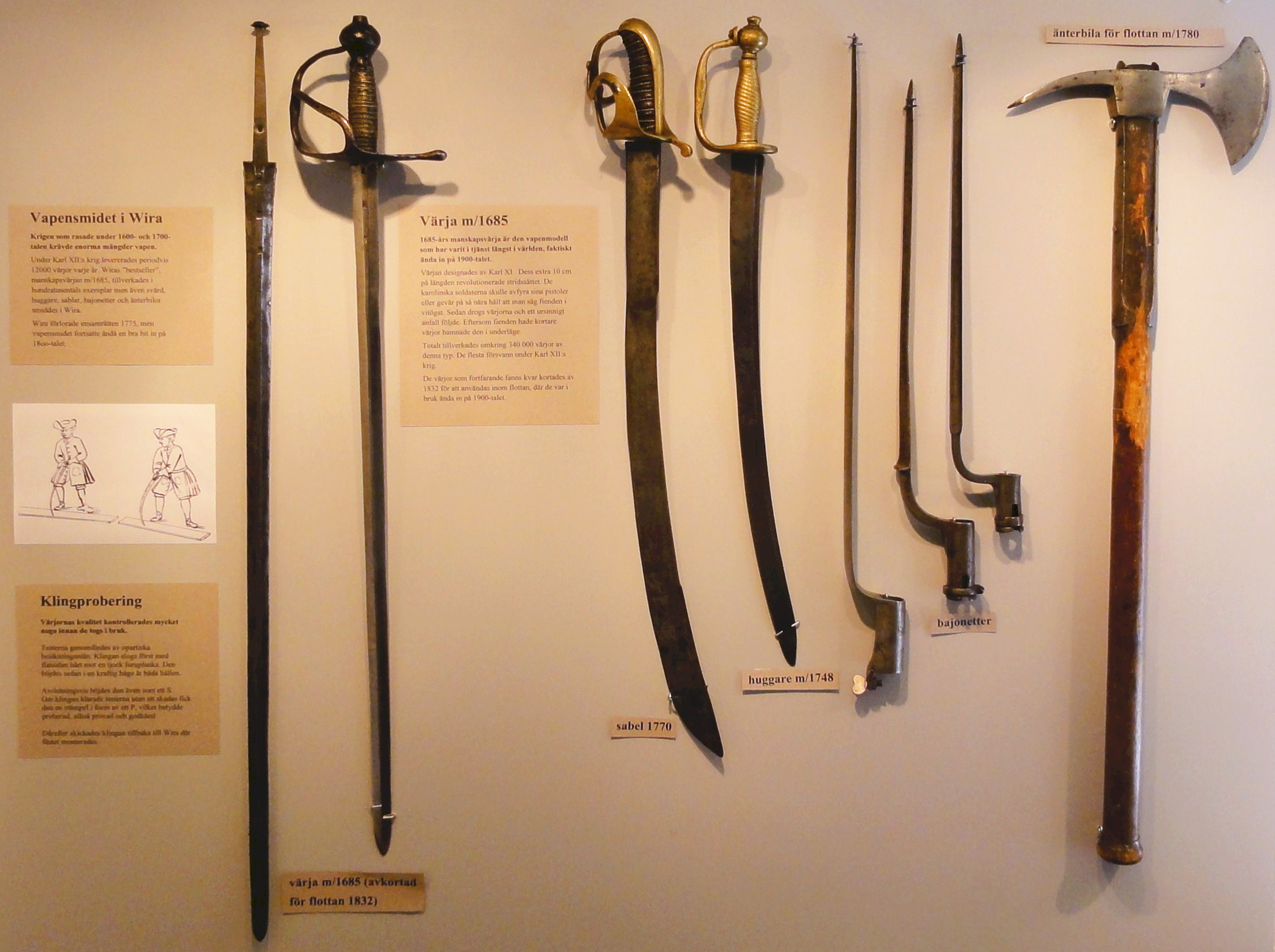
Vapen i Wira museum
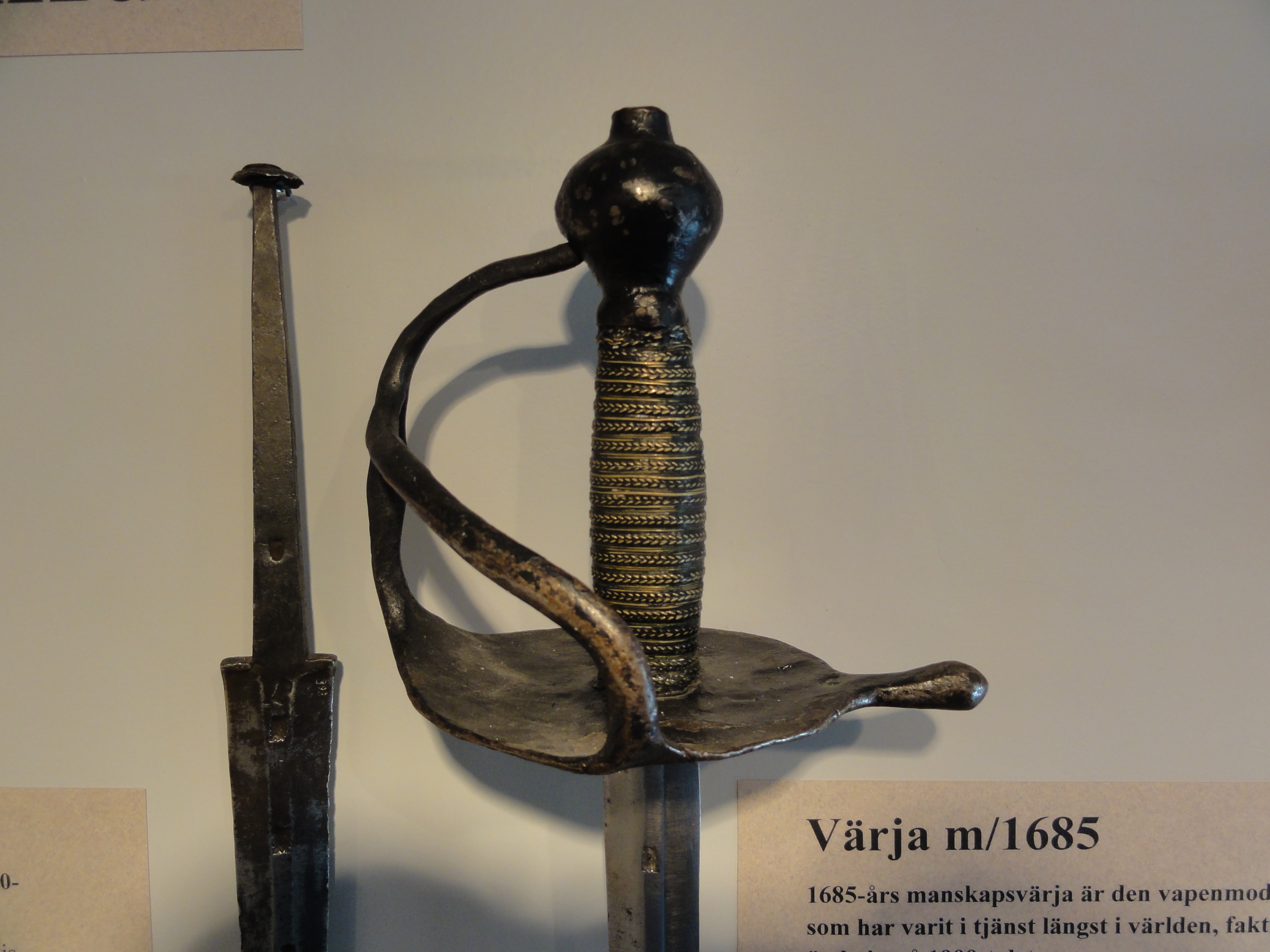
Värja m/1685 i Wira museum
Drabantvärja, 1701
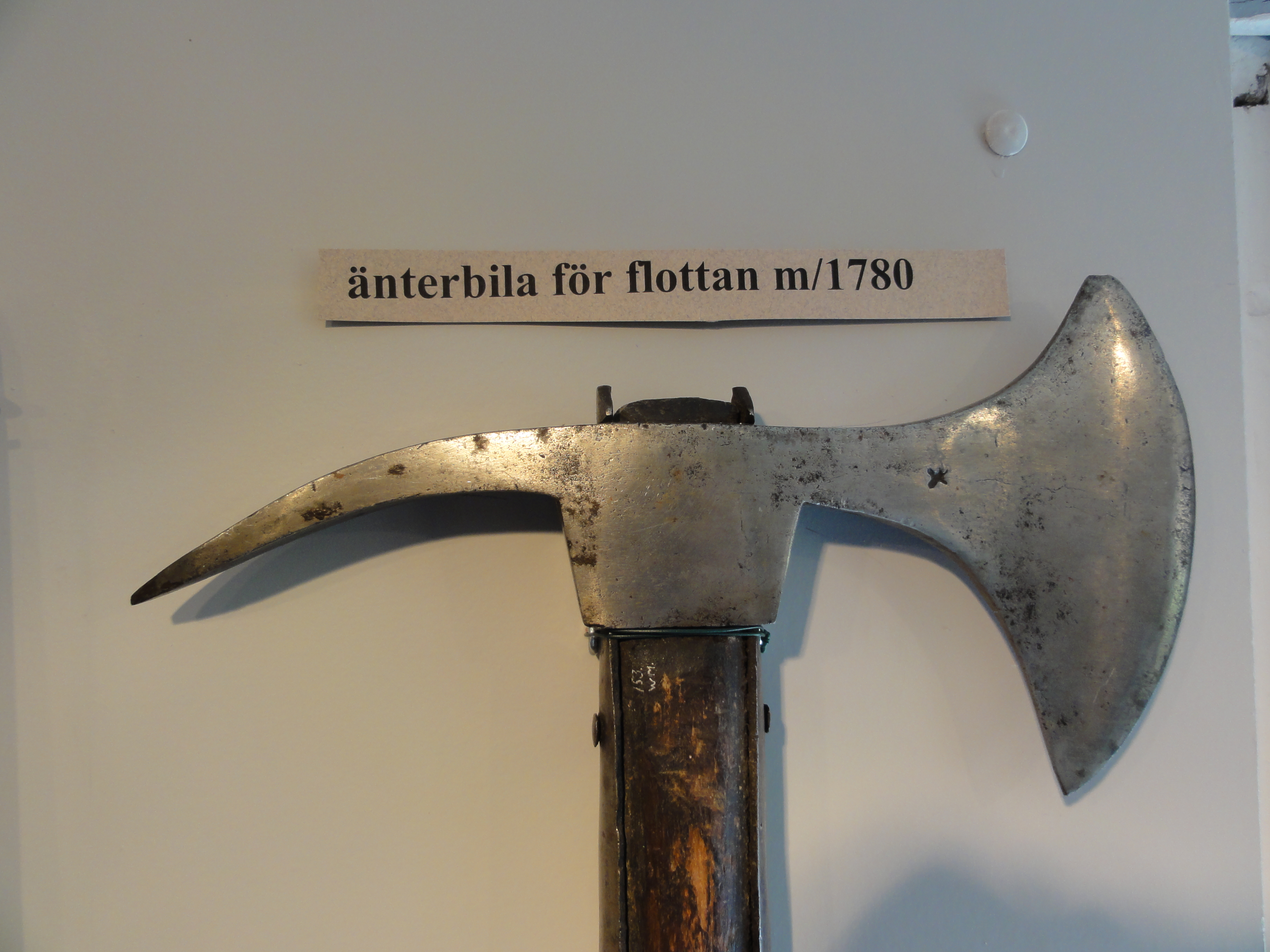
Änterbila i Wira museum
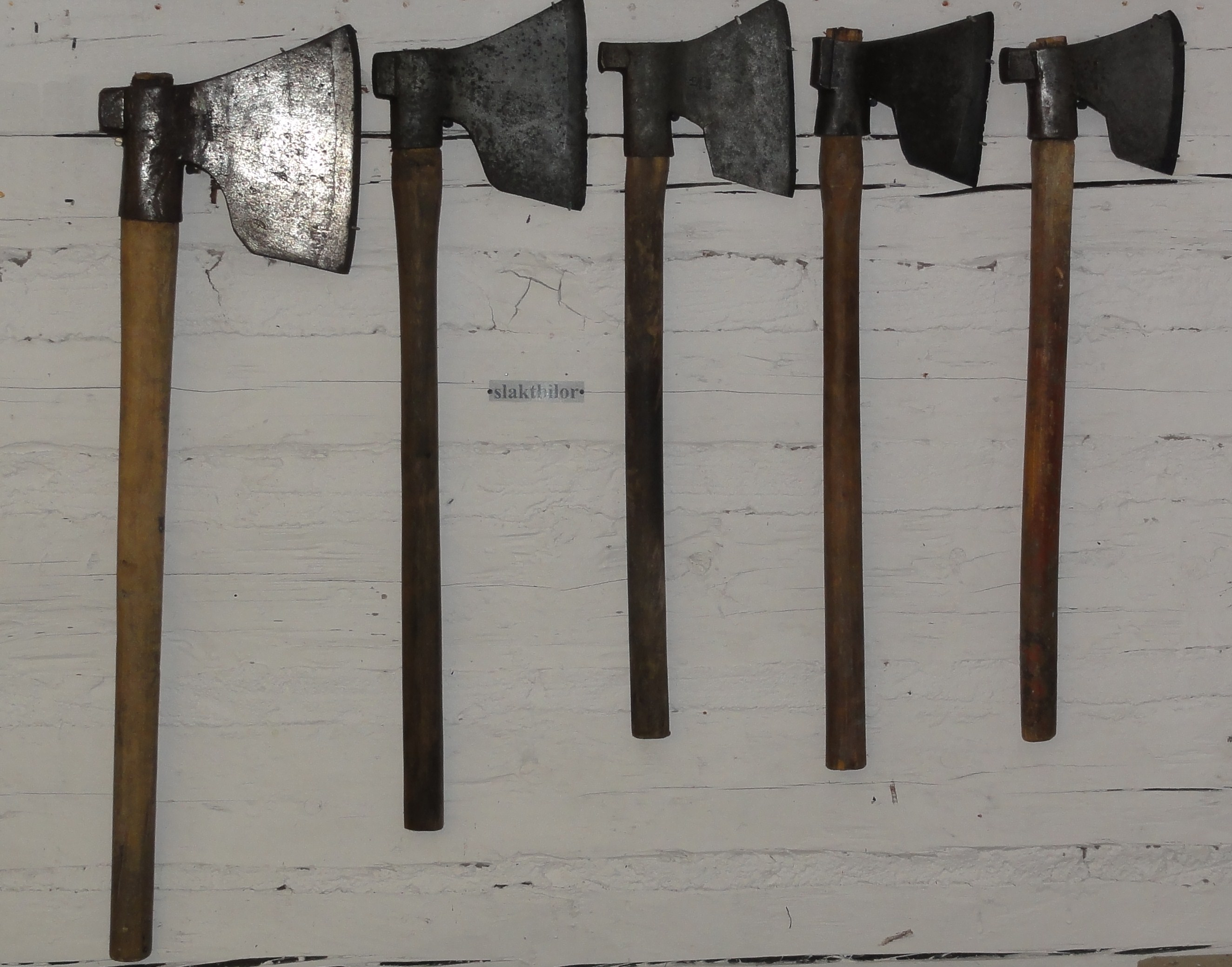
Slaktbilor